# Laihalampi
Laihalampi eller Laihia är en sjö i Finland. Den ligger i kommunen Taivalkoski i landskapet Norra Österbotten, i den nordöstra delen av landet, 600 km norr om huvudstaden Helsingfors. Laihalampi ligger 246 meter över havet. Den ligger vid sjön Pistojärvi. Arean är 34,1 hektar och strandlinjen är 2,95 kilometer lång. Sjön  ingår i Uleälvens huvudavrinningsområde. 